# Virradat (film)
A Virradat (Sunrise) 1927-es amerikai filmdráma Friedrich Wilhelm Murnau rendezésében. A történet Hermann Sudermann Die Reise nach Tilsit című novelláján alapszik. A Virradatot négy Oscar-díjra jelölték, melyből hármat nyert meg. Ezek közül az egyik a legjobb művészi produkciónak járó díj volt, amit csak 1929-ben osztottak ki.
1989-ben az Amerikai Egyesült Államok Nemzeti Filmmegőrzési Bizottsága beválasztotta a filmet a Nemzeti Filmarchívumba. A Brit Filmintézet minden idők hetedik legjobb filmjének nevezte.

## Cselekmény
Egy nő (Margaret Livingstone) a városból vidékre utazik nyaralni. Egy tóparti faluban tölti idejét, ahol viszonyt létesít. Egy este felhúzza a feszes fekete ruháját, és egy városszéli farmra sétál, ahol egy férfi (George O’Brien) él a feleségével (Janet Gaynor) és csecsemőjével. A nő kintről fütyül a férfinek. A férfi otthagyja feleségét és gyermekét, és titkos randevúra indul. A feleség mikor ráeszmél, hogy férje miért ment el – amit már a faluban is tud mindenki – sírni kezd, párnájába fúrva fejét.
A férfi és a nő szorosan átöleli egymást. A nő azt mondja, hogy a férfinek el kellene adnia a farmját és a városba költözni vele. Mikor a férfi felveti, hogy mi lesz a feleségével, a nő azt javasolja, hogy ölje vízbe és tettese a dolgot csónakbalesetnek. A férfi eleinte hevesen tiltakozik, de végül vonakodva belemegy a dologba. A nő egy köteg nádat ad neki, hogy majd annak segítségével tud könnyebben úszni a vízben.
A feleség mit sem sejt, mikor a férje kirándulásra hívja. A következő nap a tavon evezve a feleség észreveszi férje furcsa viselkedését. A férfi fenyegetően feláll és vízbe készül dobni feleségét, de végül képtelen megtenni. Helyette visszaül és kétségbeesetten evezni kezd. Mikor a csónak partot ér, a feleség elrohan, a férfi követi és könyörög neki, hogy ne féljen tőle.
A feleség menekülés közben felszáll egy buszra, amit a férfi is elér. A busz a városba viszi őket. A feleség egy forgalmas utcán kezd kétségbeesetten rohanni, de a férfi megragadja, amitől megnyugszik. Együtt sétálnak a városban, a feleség eleinte még félelemmel és bizalmatlanul tekint férjére, de később szépen lassan megbocsát neki. Később egy templomba mennek, ahol megnéznek egy esküvőt. Egy fotósnál fényképet csináltatnak, aki friss házasoknak nézi őket, majd a férfit egy borbély megborotválja. Később egy parkba mennek, ahonnan country zene hallatszik és emberek táncolnak. Mikor sötétedni kezd, buszra szállnak és hazamennek.
Békésen eveznek vissza a tavon a csónakban, amikor hirtelen kitör a vihar és a csónak süllyedni kezd. A férfinak eszébe jut a köteg nád, amit a csónak aljába rejtett, és a felesége köré tekeri. A csónak felborul, a férfi egy sziklás parton eszmél fel, de a feleségét nem találja. A férfi a falusi emberek segítségével újból kievez a tóra felkutatni feleségét, de csak az elszakadt nádköteget találják meg lebegni a víz felszínén.
A nő a városból eközben az árnyékból figyeli a falusiak mentési kísérletét. A férfi abban a hitben, hogy felesége halott, gyászterhesen hazatér, és zokogva veti magát felesége üres ágyába. A nő a terv sikerének hitében, de észreveszi a férfiban a gyilkos dühöt. Menekülni próbál, de az elkapja és fojtogatni kezdi. Mikor a cselédje berohan és közli, hogy a felesége életben van, elengedi a nőt. Egy öreg halász mentette ki a vízből a feleségét.
Behozzák a feleségét a házba, ágyba fektetik. A férfi az ágyára térdel, mikor a felesége kinyitja a szemét és sugárzóan rámosolyog. Mikor a Nap felkel a farm fölött, a nő a városból elhagyja a falut egy kordén. A férfi és a feleség megcsókolják egymást a felkelő Nap fényében.

## Szereposztás
| Szerep          | Színész              |
| --------------- | -------------------- |
| Férfi (Anses)   | George O’Brien       |
| Feleség (Indre) | Janet Gaynor         |
| Nő a városból   | Margaret Livingston  |
| Cseléd          | Bodil Rosing         |
| Fotós           | J. Farrell Macdonald |
| Borbély         | Ralph Sipperly       |

## Stílus
Murnau, a német rendező a német expresszionizmus egyik legjelesebb úttörője volt. Jellemző stílusjegye volt az eltorzított ábrázolás és a szimbolikus hatások alkalmazása. Murnau kifejezetten William Fox hívására érkezett Hollywoodba egy expresszionista filmet készíteni.

## Fogadtatás
Mordaunt Hall, a New York Times kritikusa mesterműnek nevezte a filmet.

## Oscar-díj
- Oscar-díj (1929)
  - díj: legjobb egyedi és művészi alkotás – Fox Film Corporation
  - díj: legjobb női főszereplő – Janet Gaynor
  - díj: legjobb operatőr – Charles Rosher, Karl Struss
  - jelölés: legjobb díszlettervező – Rochus Gliese

## Fordítás
- Ez a szócikk részben vagy egészben  a   Sunrise:_A_Song_of_Two_Humans című angol Wikipédia-szócikk fordításán alapul.  Az eredeti cikk szerkesztőit annak laptörténete sorolja fel. Ez a jelzés csupán a megfogalmazás eredetét és a szerzői jogokat jelzi, nem szolgál a cikkben szereplő információk forrásmegjelöléseként.